# Angelique Rockas

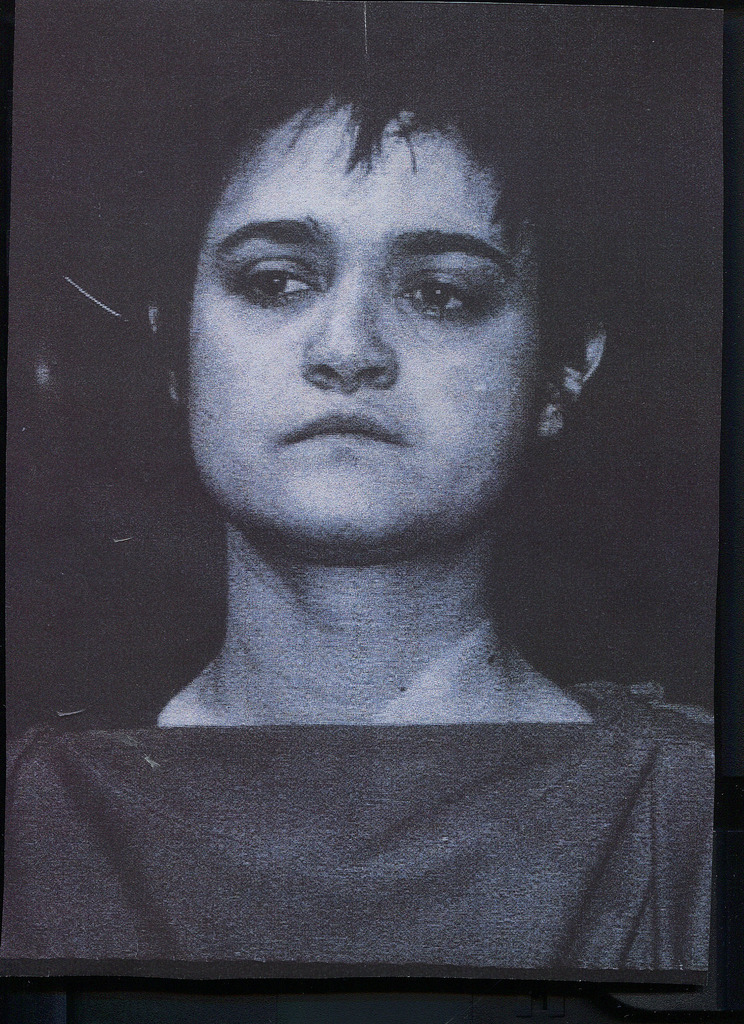
Angelique Rockas Medea

Angelique Rockas és una actriu londinenca de teatre, cinema i televisió, que és pionera en el teatre multiracial i multi nacional.
El nom de la seva companyia de teatre va ser el Teatre Internacionalista (Internationalist Theatre).

## Carrera
Rockas començar la seva carrera teatral a Theatro Technis Londres amb George Eugeniou on va interpretar a Medea (Eurípides) per Euripides traduït per Philip Vellacott, enllaç al rendiment del vídeo; y IO en Prometeo Encadenado por Esquilo.
Sota el nom d'Angeliki (el seu nom grec) Rockas, ella va realitzar en produccions de doble llenguatge (grec / anglès) basades en improvisacions sobre temes que van afectar la comunitat grecoxipriota.
Amb el Teatre Internacionalista, a part dels papers d'Emma a "El Camp" per Griselda Gambaro i de La senyoreta Julia per August Strindberg inclouen: Carmen (a El Balcó per Genet), Yvette (a El Coratge de la Mare per Brecht), Miriam (a El Bar d'un Hotel de Tòquio), i Tatiana (a Los Enemics per Màxim Gorki).
Parts de la pel·lícula inclouen Henrietta en La maledicció de les bruixes dirigit per Nicolas Roeg, Nereida a Oh Babylon! Dirigit per Costes Ferris, i la Dona de Manteniment en Atmosfera zero (Outland) per Peter Hyams. En televisió ha exercit el paper principal, la Sra. Ortiki en la sèrie de televisió grega de Thodoros Maragos, Emmones Idees amb Vaggelis Mourikis.

## Produccions del Teatro Internacionalista
Les innovadores produccions del Teatre Internacionalista sota la direcció de Rockas inclouen:
- El balcó per Jean Genet traduït per Bernard Frechtman (Juny 1981);[27]
- La primera estrena britànic de qualsevol obra de la gran dramaturg llatinoamericana Griselda Gambaro,  El Camp  traduït per William Oliver (Octubre de 1981);[28]
- Mare Coratge i els seus fills per Bertolt Brecht traduït per Eric Bentley (Març de 1982);[29]
- L'estrena britànic de Liola per Luigi Pirandello (Juliol 1982) dirigit per Fabio Perselli que també va fer la traducció;[30]
- L'estrena britànic de Al Bar d'un Hotel de Tòquio per Tennessee Williams (Maig de 1983);[31]
- La senyoreta Júlia per August Strindberg traduït per Michael Meyer (Gener de 1994)[32]
- Els Enemics per Maxim Gorky, una producció amb Ann Pennington, (Març de 1985).[33][34]=

## Arxius de la Biblioteca
- -  Bertolt-Brecht-Archiv Akademie der Künste
  -  Arxivat 2019-09-12 a Wayback Machine.British Library (La Biblioteca Británica) ,
  -  Arxius del teatre Escocès (Scottish Theatre Archive) (digital)
  -  BFI Correspondència amb grans directors de cinema incloent: Elia Kazan, Derek Jarman, Lindsay Anderson, Costa-Gavras, i amb actriu Julie Christie sobre el projecte de la pel·lícula Iugoslàvia / Kosovo
  -  APGRD Arxius, Centre de Clàssics Universitat de Oxford

## Altres activitats
Rockas fa campanya per la justícia a Grècia. Va ser nominada per Adamantia Angeli de la Unesco per al CID.